# Lorenzo Montalvo
Lorenzo Montalvo (La Paz, Bolivia; 1820 - La Paz, Bolivia; 1861) fue un militar y político boliviano que influyó en la política de Bolivia de mediados del Siglo XIX participando en varias conspiraciones, levantamientos y motines militares en contra de diferentes gobiernos.

## Biografía

### Primeros años
Lorenzo Montalvo nació en la ciudad de La Paz el año 1820. En 1840, se encontraba realizando sus estudios universitarios sin embargo decidió abandonarlos debido a la invasión militar de las tropas peruanas al territorio boliviano ocurrida en 1841 y la cual fue encabezada por el general cuzqueño Agustín Gamarra (1785-1841). Al igual como hicieron muchos jóvenes de su misma edad, Montalvo decidió enlistarse en las filas del ejército de Bolivia para defender su patria que se encontraba en peligro, poniéndose de esa manera bajo las órdenes del mariscal José Ballivián (1805-1852) e ingresando al ejército con el rango de cadete.

### Carrera militar
El 18 de noviembre de 1841, Montalvo participa en la Batalla de Ingavi en donde el ejército boliviano derrota exitosamente a las tropas peruanas, expulsándolas definitivamente del territorio boliviano. Ya una vez terminada la Guerra entre Perú y Bolivia, en virtud a su coraje y valentía que había demostrado en los campos de Ingavi cabe mencionar que el mariscal José Ballivián dispone ascender a Montalvo al grado de subteniente de infantería en recompensa a su heroico comportamiento en batalla. Al final, Montalvo decidió continuar nomás con la carrera militar de las armas y en septiembre de 1844 asciende al grado de teniente segundo y en noviembre de ese mismo al rango de teniente primero. Un par de años después, en julio de 1846 fue ascendido al rango de capitán y otro par de años después ascendió al grado de mayor ya en el mes de febrero de 1848 siendo posteriormente destinado  al batallón Yamparáez que durante esa época se encontraba acantonado en la localidad de Bartolo (actual Betanzos) en el departamento de Potosí. Poco tiempo después, Montalvo fue elevado al puesto de primer jefe de dicho batallón compuesto por alrededor de 450 hombres y a la vez sería también ascendido al grado de "comandante efectivo" en febrero de 1849.

### Revolución ballivianista en Potosí de 1849
El 12 de marzo de 1849 estalló en la ciudad de Potosí una revolución a favor del expresidente José Ballivián (1841-1847) pues varios jefes militares entre los que se encontraban; el general Fermín Rivero, los coroneles Velasco Flor, Carpio, Pareja y Vincenti decidieron desconocer al mandatario Manuel Isidoro Belzu y proclamar como nuevo presidente al mariscal Ballivián (que en esos momentos se encontraba en el exilio en Chile). Después de que los sublevados derrotaran fácilmente a un pequeño grupo de gendarmes de la guardia nacional (todavía leales a Belzu) en un breve enfrentamiento ocurrido la ciudad de Potosí, cabe mencionar que empezó a surgir y circular por todas las calles de la urbe potosina un fuerte rumor de que el presidente Belzu había sido trágicamente asesinado en la ciudad de La Paz en uno de los varios motines y levantamientos militares que ocurrieron durante ese año en el país.
Rápidamente los revolucionarios ballivianistas se dirigieron rumbo al cuartel militar del ejército boliviano más cercano del lugar que se situaba a muy pocos kilómetros de la ciudad en la localidad de Betanzos y que en ese momento se encontraba bajo el mando de Lorenzo Montalvo al cual lo logran convencer. A pesar de los anuncios (todavía no confirmados oficialmente) sobre la muerte del primer mandatario, Montalvo decide nomás sublevarse también con su batallón a favor del expresidente José Ballivián y marchar con éste rumbo a la ciudad de Potosí. Sin embargo con lo que no contaron los revolucionarios fue que apenas dos semanas después, llegaron nuevas noticias a la urbe potosina desmintiendo todas las falsas versiones de un supuesto asesinato del presidente Belzú.
Viendo en ese momento que todos los movimientos a favor de Ballivián habían fracasado por todas partes del país, Lorenzo Montalvo cambia inmediatamente de opinión y de bando, apresurándose rápidamente en reaccionar a favor del presidente Manuel Isidoro Belzu junto con su batallón. A su pronunciamiento se unieron también el Regimiento 2.º de Caballería y una columna de hombres de infantería, todos apoyados por el pueblo potosino, según el historiador boliviano Nicanor Aranzáes (1849-1917).